# Единбург
Единбург (на английски: Edinburgh, произнася се [ˈɛdɪnb(ə)rə], Единбръ и Единбъръ, на гаелски Dùn Èideann, произнася се [tuːn ˈeːtʃən], на български получава произношението си от немски) е столицата и вторият по големина град в Шотландия.

## География
Разположен е на южния бряг на залива Фърт ъф Форт, в Средношотландската низина. Единбург е една от големите световни туристически дестинации с 13 милиона посетители годишно. Той е голям жп възел, има аерогара на 11 km. Население – 488 100 жители от преброяването през 2016 г.

## Събития
Градът е известен с ежегодния Единбургски фестивал на сценичните изкуства.

## Спорт
В Единбург има 2 известни футболни отбора. Те са Хибърниън и Харт ъф Мидлоудиън, по-известен като Хартс. Двата тима са дългогодишни участници в Шотландската премиър лига.

## Известни личности
Родени в Единбург
- Александър Бел (1847 – 1922), изобретател и учен
- Тони Блеър (р. 1953), политик
- Хю Блеър (1718 – 1800), реторик
- Ангъс Дийтън (р. 1945), икономист
- Артър Конан Дойл (1859 – 1930), писател
- Шон Конъри (р. 1930), киноартист
- Джеймс Максуел (1831 – 1879), физик и математик
- Питър Пол Маршал (1830 – 1900), художник
- Гари О'Конър (р. 1983), футболист
- Уолтър Скот (1771 – 1832), писател
- Греъм Сунес (р. 1953), футболист и футболен треньор
- Мюриъл Спарк (1918 – 2006), писателка
- Робърт Стивънсън (1850 – 1894), писател
- Фрейзър Стодарт (р. 1942), химик
- Ървин Уелш (р. 1958), писател романист
- Ричард Хендерсън (р. 1945), биолог
- Дейвид Хюм (1711 – 1776), философ и икономист

Починали в Единбург
- Хю Блеър (1718 – 1800), реторик
- Робърт Кер (1755 – 1813), писател
- Алан Рамзи (1686 – 1758), поет
- Адам Смит (1723 – 1790), политик и икономист
- Майкъл Удръф (1911 – 2001), хирург

## Фотогалерия
- Старият град на Единбург
- Паметникът на Уолтър Скот
- Колежът „Доналдсън“
- Дворецът „Холируд“